# Sievekingdamm

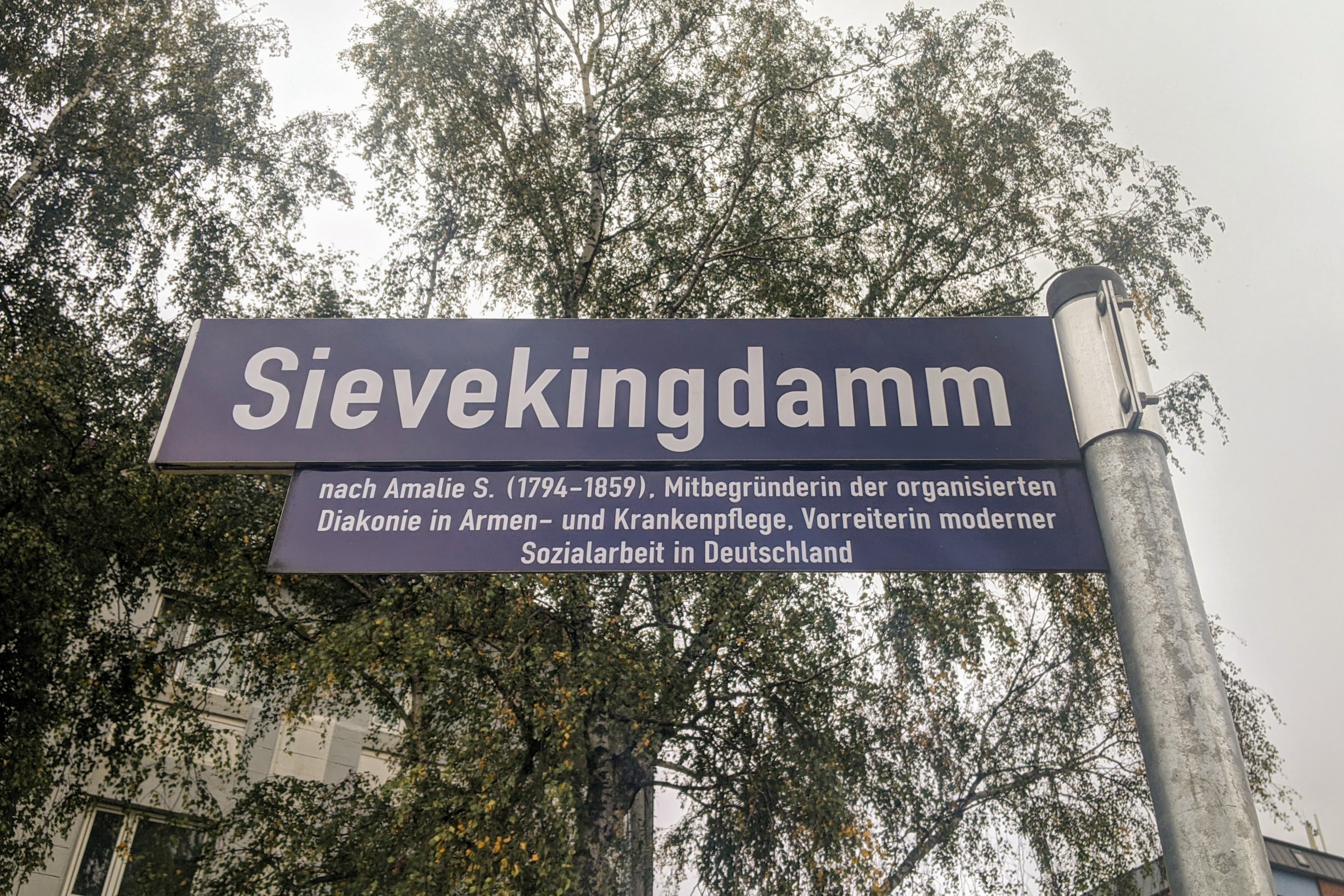
Straßenschild mit neuer Widmung (Oktober 2020)

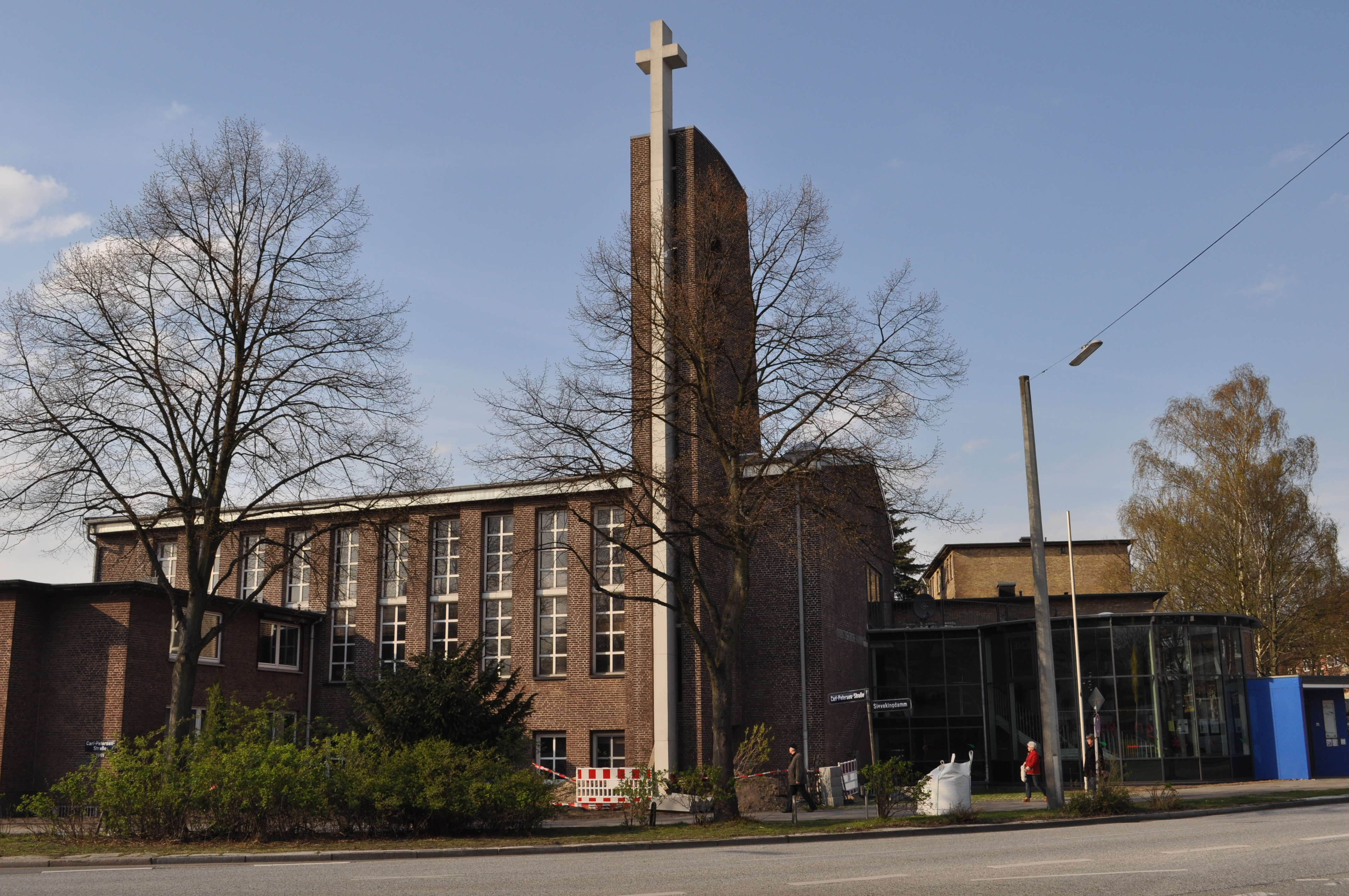
Die Christuskirche an der Ecke Carl-Petersen-Straße

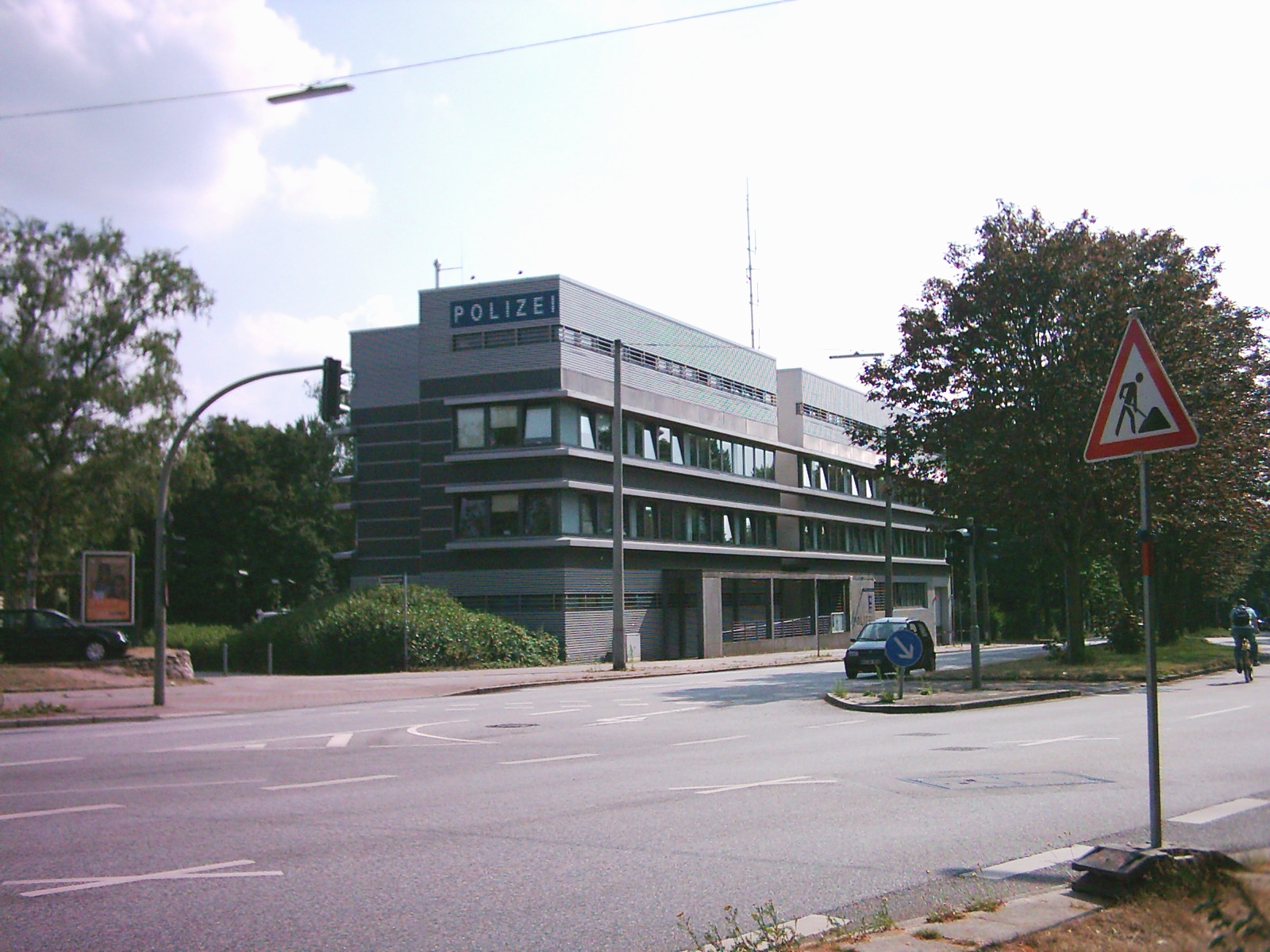
Polizeikommissariat 41, schräg gegenüber der Christuskirche

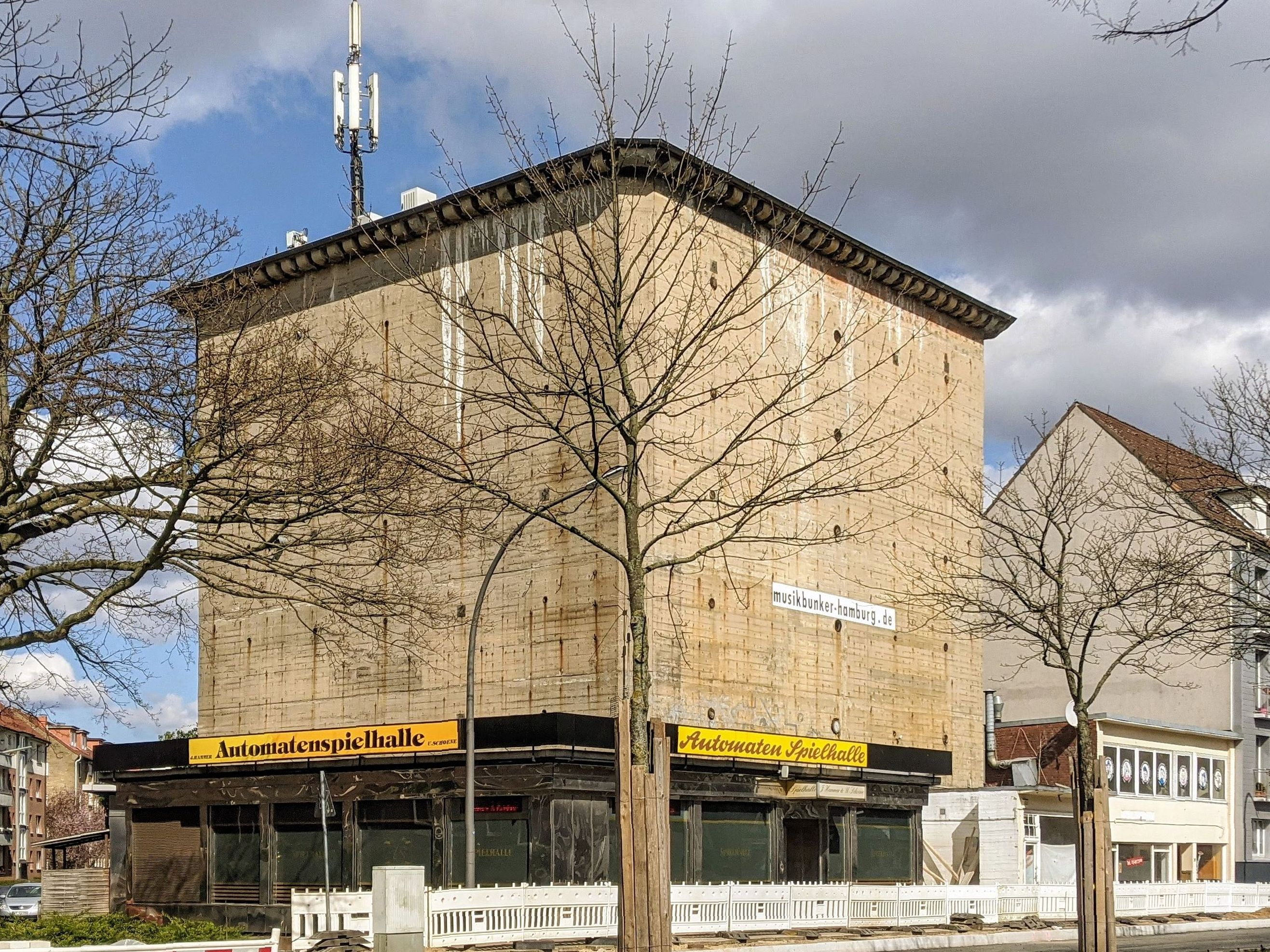
Hochbunker Sievekingdamm, genutzt u. a. als Probenraum für Musiker

Der Sievekingdamm ist eine ca. 930 Meter lange Innerortsstraße im Hamburger Stadtteil Hamm. Ihre amtliche Schlüsselnummer ist S440. Sie wurde in den 1930er Jahren unter Einbeziehung eines älteren Weges als Zubringer zur heutigen Bundesautobahn 24 angelegt. Benannt war sie ursprünglich – wie auch die benachbarte Sievekingsallee – nach dem hamburgischen Ratssyndikus Karl Sieveking; vor einigen Jahren wurde sie auf Beschluss der Bezirksversammlung Hamburg-Mitte zugunsten von Amalie Sieveking umgewidmet.

## Lage und Bebauung
Der Sievekingdamm verläuft vom U-Bahnhof Burgstraße (Lage) in nordöstlicher Richtung und verbindet die unterhalb des Geesthangs verlaufende Hammer Landstraße mit der 8,6 Meter höher gelegenen Sievekingsallee (Lage). Sie ist durchgehend in beiden Richtungen zweispurig ausgebaut und weist einen teilweise begrünten Mittelstreifen auf.
Aufgrund der weitgehenden Zerstörung Hamms im Zweiten Weltkrieg (Operation Gomorrha) stammt die umliegende Wohnbebauung überwiegend aus den 1950er Jahren. Ganz im Norden sind in den letzten Jahren einige Neubauten hinzugekommen.

## Geschichte
Der nördliche Abschnitt (zwischen Carl-Petersen-Straße und Sievekingsallee) ist unter der Bezeichnung „Hinter den Höfen“ als einer der ältesten Wege der Umgebung nachweisbar. Er verband das Dorf Hamm, das sich auf dem Geesthang etwa zwischen den heutigen U-Bahnhöfen Burgstraße und Hammer Kirche befand, mit den umliegenden Feldern (Borgfeld, Peterskamp, Fahrenkamp). Der südliche Abschnitt zwischen Carl-Petersen-Straße und Hammer Landstraße war zwar bereits seit 1906 im Bebauungsplan vorgesehen, wurde jedoch erst in den 1930er Jahren als Zubringer zur neuen „Reichsautobahn“ angelegt. (Die heutige Verbindung der Sievekingsallee zur Bürgerweide war aufgrund der damals vorhandenen Wohnbebauung nicht möglich und wurde erst nach dem Zweiten Weltkrieg als Schneise durch den weitgehend zerstörten Stadtteil geschlagen.) Zugleich wurden beide Straßenabschnitte unter dem Namen „Horst-Wessel-Straße“ vereinigt. Nach 1945 benannte man die Straße in Anlehnung an die benachbarte Sievekingsallee in Sievekingdamm um.
Bis 1976 fuhr die Hamburger Straßenbahn von der Burgstraße kommend durch den Sievekingdamm und die Sievekingsallee bis zur Horner Rennbahn. Sie ist heute durch die Buslinie 261 ersetzt.